# Mengelberg

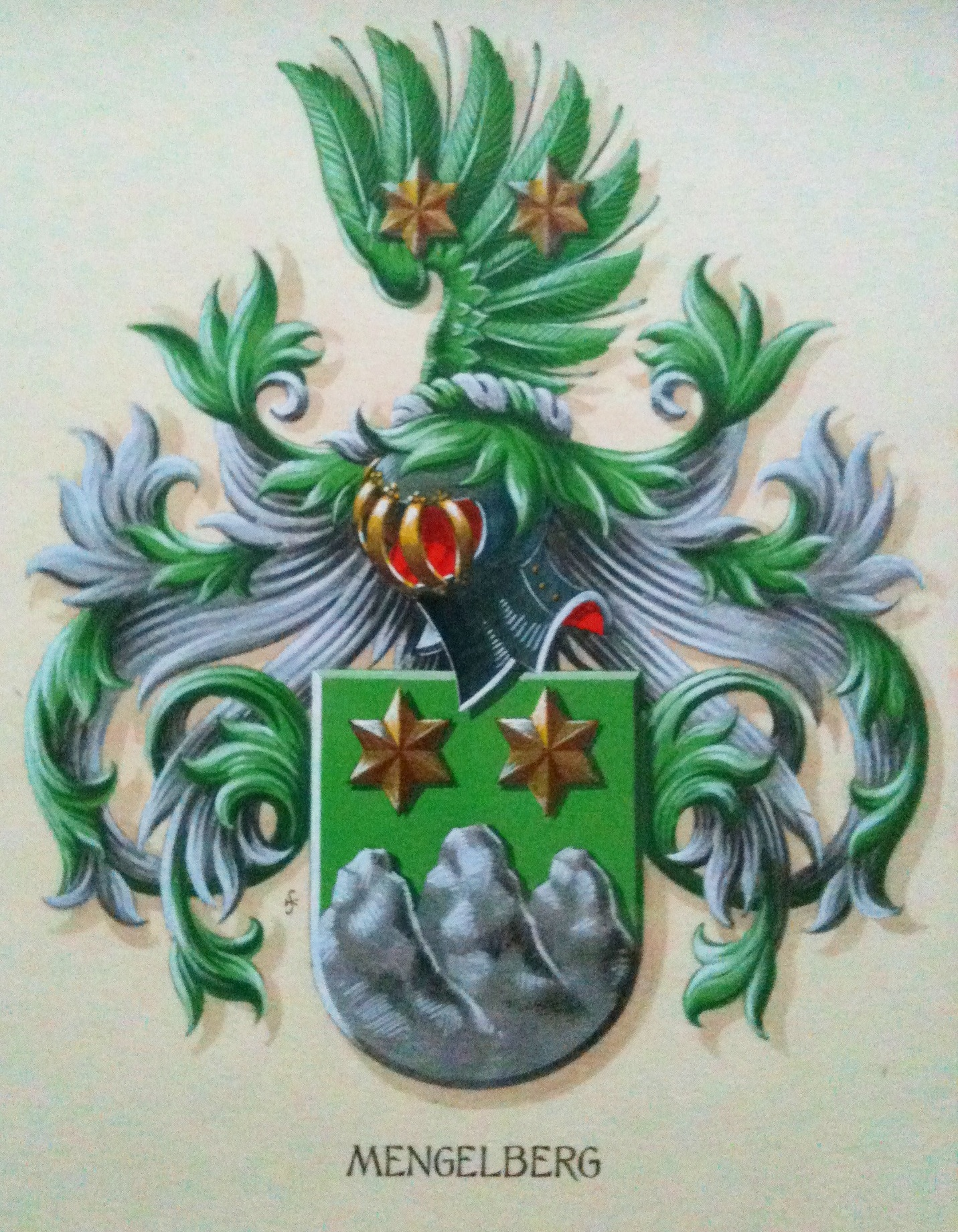
Wappen der Familie Mengelberg

Mengelberg ist der Familienname folgender Personen:
- Augustin Mengelberg (1710–1763), Zisterzienser, Abt des Klosters Heisterbach
- Egidius Mengelberg (1770–1849), deutscher Porträtmaler
- Friedrich Wilhelm Mengelberg (1837–1919), deutsch-niederländischer Bildhauer, Enkel von Egidius Mengelberg
- Heinrich Otto Mengelberg (1841–1891), deutscher Bildhauer, Bruder von Friedrich Wilhelm Mengelberg
- Karel Mengelberg (1902–1984), niederländischer Komponist und Musikschriftsteller, Neffe von Willem Mengelberg
- Käthe Bauer-Mengelberg (1894–1968), deutsche Soziologin, Schwester von Rudolf Mengelberg
- Konrad von Mengelberg (1309–1374), Lehrer, Domherr und Schriftsteller
- Misha Mengelberg (1935–2017), niederländischer Pianist, Komponist und Bandleader, Sohn von Karel Mengelberg
- Otto Mengelberg (1817–1890), deutscher Porträt- und Historienmaler, Sohn von Egidius Mengelberg
- Otto Maria Maximiliaan Mengelberg (1868–1934), niederländischer Bildhauer und Glasmaler, Sohn von Friedrich Wilhelm Mengelberg
- Rahel Mengelberg-Draber (1908–1994), niederländische Harfenistin, Frau von Karel Mengelberg und Mutter von Misha Mengelberg, vgl. Rahel Draber
- Rudolf Mengelberg (1892–1959), niederländischer Komponist, Musikwissenschaftler und Musikdirektor, Neffe von Willem Mengelberg
- Willem Mengelberg (1871–1951), niederländischer Dirigent und Musikdirektor, Sohn von Friedrich Wilhelm Mengelberg